# Discolampa mentawiensis
Discolampa mentawiensis är en fjärilsart som beskrevs av Riley 1945. Discolampa mentawiensis ingår i släktet Discolampa och familjen juvelvingar. Inga underarter finns listade i Catalogue of Life.